# De Scheg
De Scheg is de kunstijsbaan van Deventer. De schaatsbaan is onderdeel van een sportcomplex in de wijk Colmschate. Het complex bevat naast de ijsbaan onder meer een subtropisch zwembad en enkele sportzalen.
De ijsbaan bestaat sinds 1992. Voordien werd er geschaatst in het IJsselstadion. In oktober 2011 kwam de overkapping van de ijsbaan gereed. Hiermee moest de concurrentie met de IJsbaan Twente in Enschede aan worden gegaan. Een week later werd de 42e IJsselcup verreden. De Scheg is anno oktober 2019 de nummer 6 op de lijst van snelste ijsbanen van Nederland.

## Grote kampioenschappen
- 1993 - NK afstanden mannen/vrouwen
- 1998 - NK allround mannen/vrouwen
- 2000 - NK afstanden mannen/vrouwen
- 2011/2012 - Holland Cup Finale

## Baanrecords
| Afstand         | Schaatser          | Land | Tijd     | Datum            |
| --------------- | ------------------ | ---- | -------- | ---------------- |
| 100 m           | Ronald Mulder      | NED  | 09,69    | 23-02-2019       |
| 500 m           | Ronald Mulder      | NED  | 35,06    | 18-10-2014       |
| 1000 m          | Kai Verbij         | NED  | 1.09,77  | 15-10-2017       |
| 1500 m          | Thomas Krol        | NED  | 1.47,87  | 15-10-2016       |
| 3000 m          | Wouter olde Heuvel | NED  | 3.54,95  | 18-11-2006       |
| 5000 m          | Bob de Vries       | NED  | 6.28,07  | 18-10-2015       |
| 10.000 m        | Jochem Uytdehaage  | NED  | 14.00,97 | 09-01-2000       |
| 2×500 m         | Dai Dai N'tab      | NED  | 71,450   | 17/18-10-2015    |
| Sprintvierkamp  | Kai Verbij         | NED  | 151,285  | 26/27-11-2010    |
| Minivierkamp    | Huub van der Wart  | NED  | 154,856  | 02/03-03-2007    |
| Kleine vierkamp | Johannes de Groot  | NED  | 165,957  | 09/10-02-2013    |
| Grote vierkamp  | Jelmer Beulenkamp  | NED  | 164,649  | 28-02/01-03-1998 |

| Afstand         | Schaatsster               | Land | Tijd     | Datum            |
| --------------- | ------------------------- | ---- | -------- | ---------------- |
| 100 m           | Janine Smit Dione Voskamp | NED  | 10,59    | 23-02-2019       |
| 500 m           | Esmé Stollenga            | NED  | 38,82    | 16-10-2021       |
| 1000 m          | Isabel Grevelt            | NED  | 1.18,19  | 16-10-2022       |
| 1500 m          | Melissa Wijfje            | NED  | 1.59,11  | 19-10-2019       |
| 3000 m          | Marijke Groenewoud        | NED  | 4.09,51  | 16-10-2022       |
| 5000 m          | Barbara de Loor           | NED  | 7.31,12  | 09-01-2000       |
| 10.000 m        | Hanneke de Vries          | NED  | 16.34,16 | 14-03-1995       |
| 2×500 m         | Thijsje Oenema            | NED  | 79,290   | 12/13-10-2013    |
| Sprintvierkamp  | Femke Beuling             | NED  | 166,340  | 12/13-12-2014    |
| Minivierkamp    | Sanneke de Neeling        | NED  | 166,951  | 06/07-02-2015    |
| Kleine vierkamp | Tonny de Jong             | NED  | 178,912  | 28/02-01/03-1998 |